# Leonhard Fottner
Leonhard Fottner (* 2. September 1938 in Dachau; † 21. Juni 2002 in Bad Staffelstein) war ein deutscher Ingenieurwissenschaftler. Er war Professor für Strahlantriebe an der Universität der Bundeswehr in Neubiberg.

## Leben
Fottner wuchs als Kind von Kreszenz (geb. Zollbrecht, 1901–1983) und Leonhard Fottner (1902–1974) in Dachau auf. Nach dem Abitur an der Klenze-Oberrealschule in München studierte er Maschinenbau  an der Technischen Hochschule München (heute: Technische Universität München). Parallel zu einer Industrietätigkeit bei der MTU, damals MAN-Turbo, in München promovierte er 1970 unter Betreuung von Prof. Norbert Scholz ebenfalls an der TH München. 1979 erhielt er einen Ruf als Universitätsprofessor und Leiter des neu gegründeten Instituts für Strahlantriebe (ISA) an der Universität der Bundeswehr in Neubiberg bei München, dem er im April 1980 folgte. Am 21. Juni 2002 starb Leonhard Fottner überraschend in Bad Staffelstein. Er war seit 1965 mit Helma Fottner (geb. Klotz, * 1940) verheiratet und hatte drei Kinder. Sein Sohn ist der Logistikprofessor Johannes Fottner.

## Wissenschaftliche Arbeit
Die Forschung am Lehrstuhl von Fottner fokussierte sich auf zahlreiche Schwerpunkte zur Untersuchung strömungsmechanischer Komponenten von Gasturbinen. Dazu verfügte der Lehrstuhl über Prüfstände für Triebwerkskomponenten und Komplett-Triebwerke sowie ab Mitte der 1980er Jahre über einen Hochgeschwindigkeits-Gitterwindkanal.

## Publikationen (Auswahl)
- mit Hummel, F; Lötzerich, M.; Cardamone, P: Surface roughness effects on turbine blade aerodynamics Journal of Turbomachinery Volume 127, Issue 3, Pages 453 - 461July 2005
- mit Boese, M.: Effects of riblets on the loss behavior of a highly loaded compressor cascade American Society of Mechanical Engineers, International Gas Turbine Institute, Turbo Expo (Publication) IGTIVolume 5 B, Pages 743 - 7502002 Proceedings of the ASME TURBO EXPO 2002: Turbomachinery3 June 2002 through 6 June 2002Code 60745.
- mit Weiss, A.P. The influence of load distribution on secondary flow in straight turbine cascades. Journal of TurbomachineryVolume 117, Issue 1, Pages 133 - 141January 1995